# 第20钢琴协奏曲 (莫扎特)

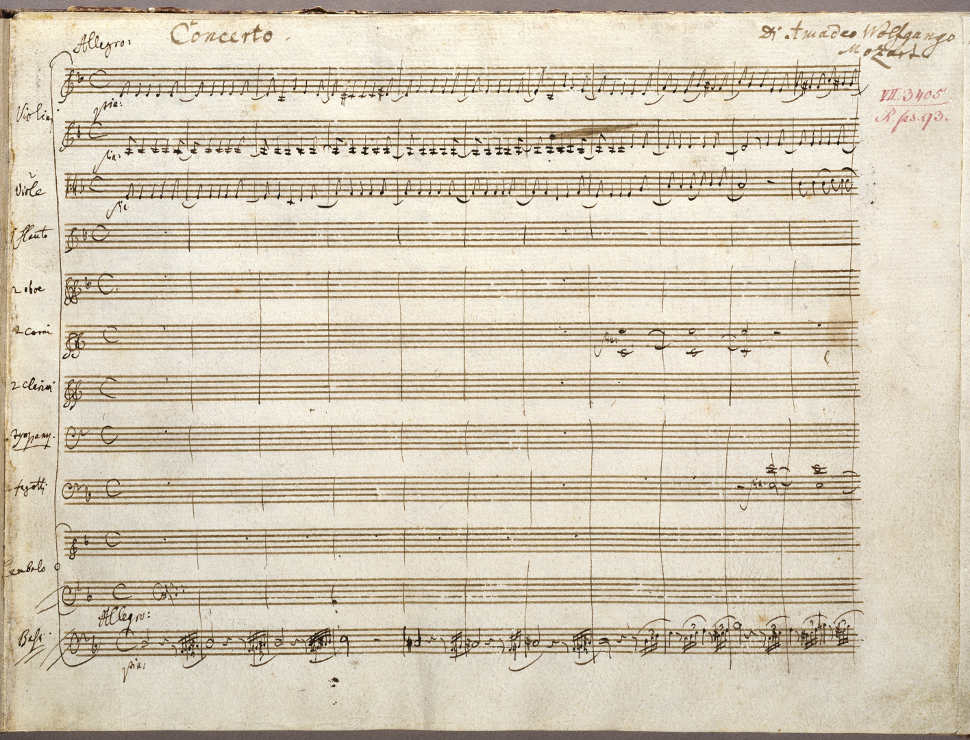
乐谱手稿第一页

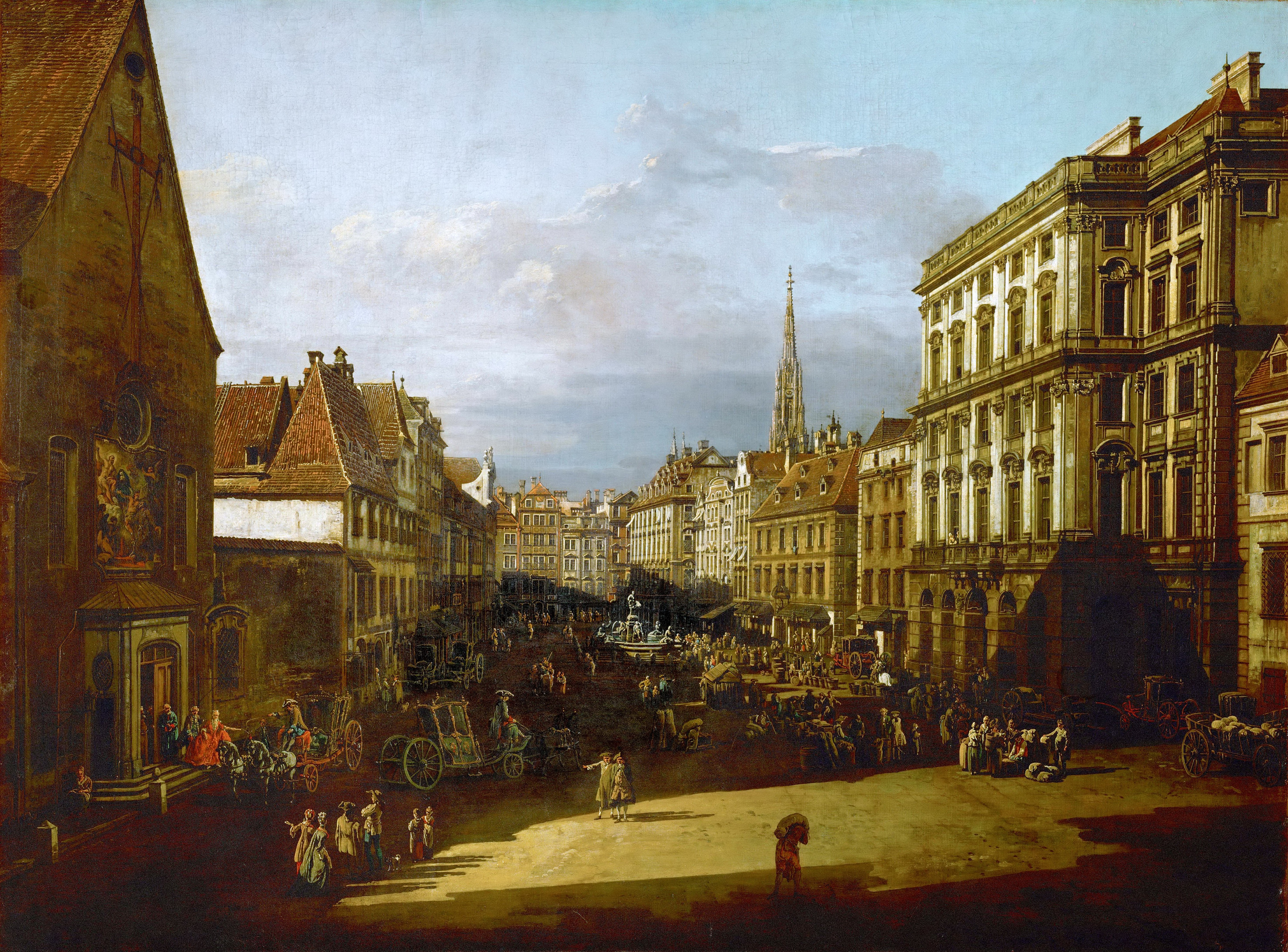
右侧的大使宾馆（Haus zur Mehlgrube）是这部作品的首演地。

D小调第20號钢琴协奏曲，作品號K. 466，是沃尔夫冈·阿马德乌斯·莫扎特的一部钢琴协奏曲，写于1785年。这部作品1785年2月11日在维也纳首演，由莫氏親自演奏钢琴独奏部分。

## 分析

### 配器
| 独奏乐器 1 钢琴 木管樂器 1 長笛 2 雙簧管 2 低音管 銅管樂器 2 法國號 2 小號 | 打擊樂器 定音鼓 弦樂器 第一、第二小提琴 中提琴 大提琴 低音提琴 |

依照工具書《管弦樂作品手冊》指示，上述之配器可簡記為"1 2 0 2—2 2 0 0—tmp—str"。

### 结构
作为一部典型的协奏曲，这部作品包括三个乐章：
1. 快板（Allegro）
2. 浪漫曲（Romanze）
3. 回旋曲：很快的快板（Rondo, Allegro assai）

这部作品以D小调写就，第一乐章就以灰暗的D小调开始。弦乐由弱渐强，构造着不安的氛围。然后切入由钢琴演奏的主题。在第二主题中音乐的阴暗氛围略微明朗，但并没有转为喜庆。而在尾声中的定音鼓更加重了乐曲紧张的氛围。乐章最终安静地结束。
第二乐章是一个有尾声的五部回旋曲（A-B-A-C-A），以钢琴独奏的一段华丽而迷人的降B大调上的旋律开始。这段抒情而轻柔的旋律以相对纤巧的节奏奏出，描绘了钢琴与乐队间的平静而和谐的氛围。乐章演奏到C部分时，美丽的旋律被一段不安的G小调上的旋律取代，与乐章开头所营造的平静的氛围形成强烈对比。在乐章的接近结尾部分，乐章开始时的旋律回归。在乐章结尾部分出现了一段上升的色调明亮而纤巧的琶音，直到声音变弱到像是微弱的耳语。
第三乐章，一个回旋曲，以钢琴在主调上奏出“曼海姆火箭”开始。之后作为回应，乐队奏出一段狂暴的旋律。接着钢琴奏出一段色调仍然十分灰暗而不安的旋律。之后乐队奏出一段F大调的欢快的旋律，直到钢琴独奏打破欢快的氛围。 随后对第二主题进行几次变奏（在A小调和G小调上）。接着在稍作暂停后，进入惯例的华彩乐段。在华彩乐段后，由木管乐器组奏出一段明亮欢乐的旋律。钢琴独奏重复了这段旋律。随后，整个乐队发展了这段旋律。最终协奏曲在D大调上欢快的结束。

## 评价
在这部作品首演后数日，当时於维也纳訪問中的莫札特之父利奥波德·莫扎特给他的女儿瑪利亞·安娜·莫札特写信，叙述了首演的情况：“（我剛聽了）沃尔夫冈新写的一部钢琴协奏曲佳作。当我们到那裡的时候，抄谱人仍在抄着谱。你弟弟为了监视抄谱人的工作进度，都没有时间弹完里面的回旋曲。”
路德维希·范·贝多芬年轻时非常喜爱这部协奏曲，并将它作为自己的保留曲目。在他的迪亚贝利变奏曲第22变奏出于喜剧效果出现了第一乐章中的一个低音线。
丹尼尔·巴伦博伊姆曾表示这部协奏曲是约瑟夫·斯大林最喜爱的曲目之一。
为这部作品写过华彩乐段的作曲家包括贝多芬（作品号WoO 58），约翰·尼波默克·胡梅尔，夏尔-瓦朗坦·阿尔康, 克拉拉·舒曼, 约翰内斯·勃拉姆斯（作品号WoO 16）和费卢西奥·布索尼。

### 參照
1. 1 2 3 4  Steinberg, M. The Concerto: A Listener's Guide, Oxford (1998).303页至305页
2. ↑  Daniels, David.  3rd ed. Lanham: Scarecrow Press, Inc. 1996: 272. ISBN 0-8108-3228-3.
3. ↑  Girdlestone, C. M., Mozart's Piano Concertos. Cassell, London.319页至321页
4. ↑  .   [2014-06-01]. （原始内容存档于2014-12-27）. 参见视频8分30秒

### 文獻
- Girdlestone, C. M.,  Mozart's Piano Concertos. Cassell, London.
- Hutchings, A. A Companion to Mozart's Piano Concertos,  Oxford University Press.
- Mozart, W. A. Piano Concertos Nos. 17-22 in full score.  Dover Publications, New York.
- Steinberg, M. The Concerto: A Listener's Guide, Oxford (1998)

## 外部連結
- 《第20钢琴协奏曲》：谱子和报道（德语），《莫扎特全集》
- 莫扎特《第20钢琴协奏曲》：国际乐谱典藏计划上的乐谱
- BBC Discovering Music （页面存档备份，存于） (browse for .ram file for this work)